# Terceira Cruzada
A Terceira Cruzada (1189-1192), pregada pelo Papa Gregório VIII após a tomada de Jerusalém por Saladino em 1187, foi denominada Cruzada dos Reis. É assim denominada pela participação dos três principais soberanos europeus da época: Filipe Augusto (França), Frederico Barba Ruiva (Sacro Império Romano Germânico) e Ricardo Coração de Leão (Inglaterra), constituindo a maior força cruzada já agrupada desde 1095. A novidade dessa cruzada foi a participação dos Cavaleiros Teutônicos.

## Antecedentes

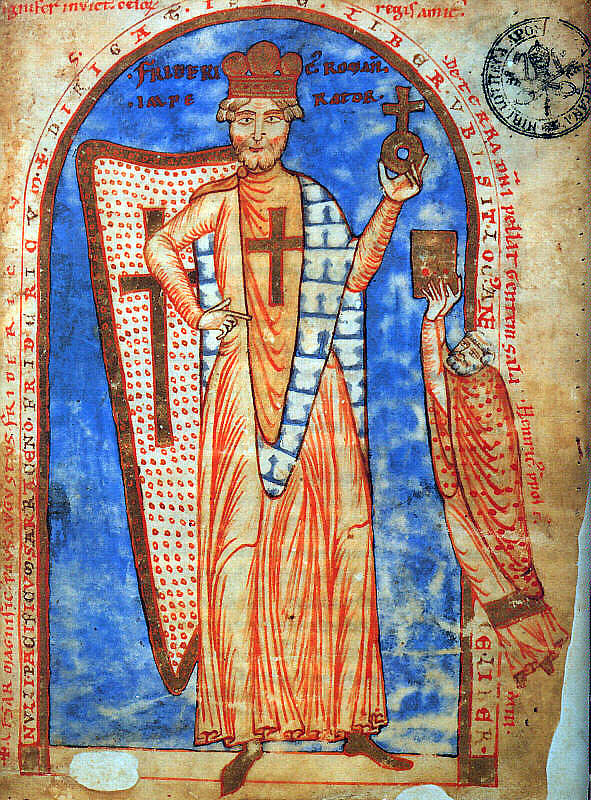
Frederico Barbarossa representado como um cruzado (iluminura do século XII)

Acossados por graves lutas internas e ataques dos maometanos ao longo de 25 anos depois da segunda cruzada, os estados cruzados do Oriente mergulharam numa situação política e militar difícil. Inversamente, em termos econômicos e patrimoniais, conheceram uma época de desenvolvimento. No século XIII, redigiu-se o código denominado Assises de Jerusalém (Fundamentos do Reino de Jerusalém), que estabelecia o sistema feudal na região. Duas ordens militares cristãs, a dos cavaleiros de São João de Jerusalém e a dos templários, aumentaram seu poderio nesses reinos. O regime feudal difundia-se vários povos europeus ali estabelecidos. Este clima, no entanto, acicatou disputas entre os estados e os próprios cristãos. Outro perigo espreitava: o sultão aiúbida Saladino. A Igreja ficou completamente latinizada, e consolidou-se uma população oriunda de quase todos os países da Europa.
Na década de 1180, o Reino Latino de Jerusalém atravessava uma fase delicada. O rei Balduíno IV estava sendo devorado pela lepra e desafiado por um baronato cada vez mais manhoso. Os muçulmanos, pressentindo essa fraqueza, mantinham a pressão no máximo. Qualquer passo em falso seria catastrófico para os cristãos. E não tardou para que ele fosse dado, pelo cavaleiro Reinaldo de Châtillon, que atacou uma caravana na qual viajava a irmã do sultão Saladino. Na confusão que se seguiu, Saladino convocou uma jihad.[carece de fontes?]

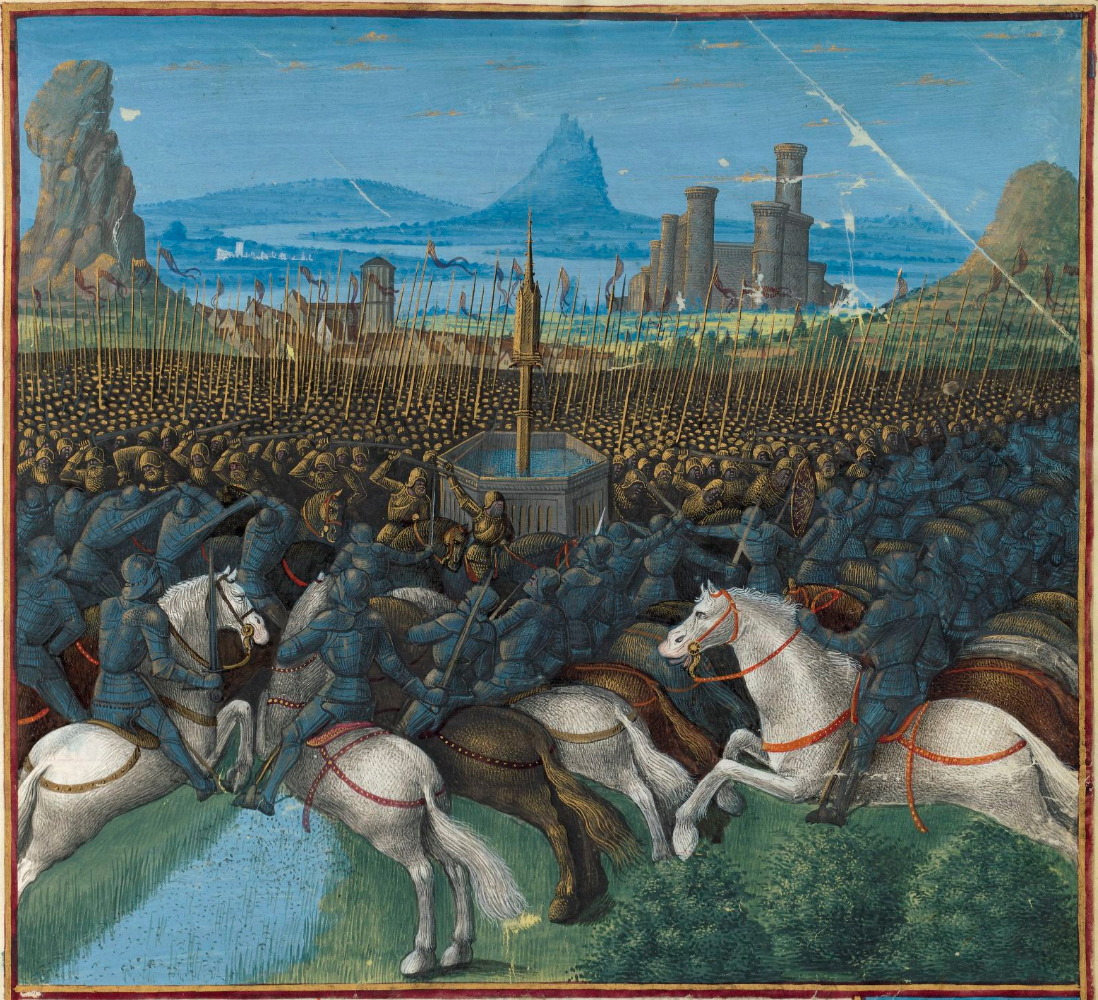
A Batalha de Hatim num manuscrito medieval

Saladino capturou Damasco em 1174 e Alepo, em 1183. Em 1187, avançou pela Galileia e, nos Cornos de Hatim, travou a Batalha de Hatim contra um exército cristão. Do lado cristão, as tropas do francês Guido de Lusignan, o rei consorte de Jerusalém, e o príncipe da Galileia Raimundo III de Trípoli. Ao todo, havia cerca de 60 mil homens - entre cavaleiros, soldados desmontados e mercenários muçulmanos. Já a dinastia aiúbida, representada por Saladino, contava com 70 mil guerreiros. Quando os cruzados montaram acampamento em um campo aberto, forçados a descansar após um dia de exaustivas batalhas, os homens de Saladino atearam fogo em volta dos inimigos, cortando seu acesso ao suprimento de água fresca. A cortina de fumaça tornou quase impossível para os cristãos se desviarem da saraivada de flechas muçulmanas. Sedentos, muitos cruzados desertaram. Os que restaram foram trucidados pelo inimigo, já de posse de Jerusalém (tomada em Outubro de 1187). Saladino poupou a vida de Guido, enquanto Raimundo escapou da batalha com sucesso. Isso desencadeou na cristandade uma nova onda de preocupação com a Terra Santa. Em 1189, Guido de Lusignan tentou reconquistar a cidade, num conflito que duraria anos e só seria resolvido com a chegada de um novo personagem: Ricardo Coração de Leão, o rei da Inglaterra.

## A Cruzada

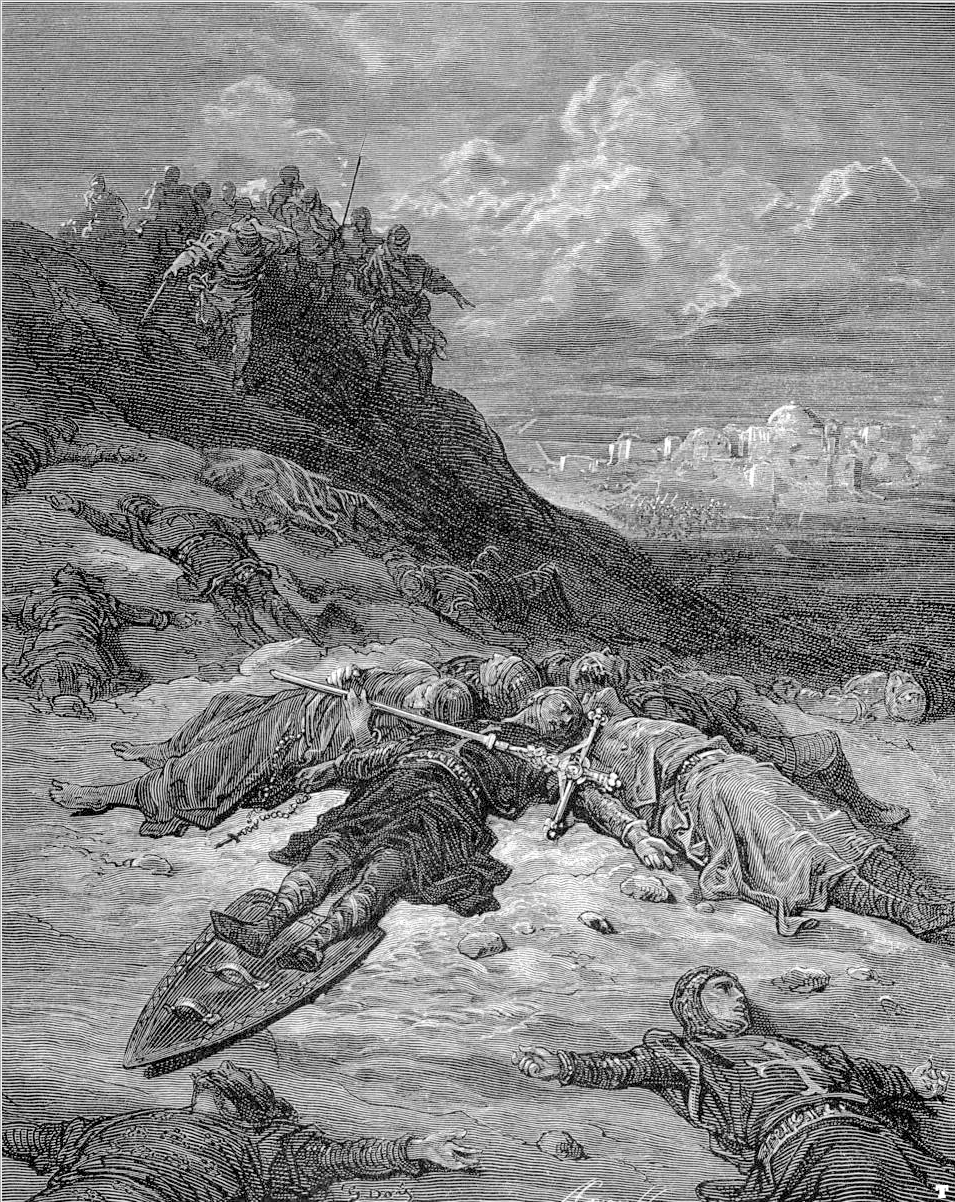
A morte de Frederico Barba Ruiva, de Gustave Doré (1832-1883)

As disputas entre os estados cruzados e a ameaça do sultão Saladino, que se apoderara de Jerusalém em outubro de 1187, levaram o Papa Gregório VIII a lançar imediatamente uma nova cruzada, com o apoio de vários monarcas entre os quais o imperador germânico Frederico Barba Ruiva, Filipe Augusto da França, e Henrique II da Inglaterra (depois substituído pelo seu sucessor, Ricardo I, Coração de Leão), juntamente com  Guilherme II da Sicília.
O imperador Frederico Barba Ruiva, atendendo os apelos do papa, partiu com um contingente alemão de Ratisbona e tomou o itinerário danubiano pela Europa do Leste e atravessando com sucesso a península da Ásia Menor. Na Cilícia, ao atravessar o Sélef (hoje Goksu), um dos rios da Anatolia Oriental, Frederico caiu do cavalo e, não conseguindo se levantar devido ao peso da armadura que vestia, morreu afogado. Da sua morte resultou, na prática, o fim desse núcleo.

Os franceses e ingleses foram pelo mar em direção à Acre, na costa setentrional da Terra Santa. Em Abril de 1191 os franceses alcançam Acre, no litoral da Terra Santa, e dois meses depois junta-se-lhes Ricardo. Ao fim de um mês de assédio, os cruzados tomam a praça da cidade e rumaram para Jerusalém, agora sem o rei francês, que regressara ao seu país depois do cerco de Acre. Ainda em 1191, em Arçufe, Ricardo Coração de Leão derrotou as forças muçulmanas e ocupou novamente Jafa (atual Telavive).
Se Ricardo Coração de Leão conseguiu alguns atos notáveis - a conquista de Chipre (que se tornou um reino latino em 1197), Acre, Jafa e uma série de vitórias contra efectivos superiores - também não teve êxito em massacrar prisioneiros (incluindo mulheres e crianças). Ao garantir a volta da cidade de São João de Acre para a mão da cristandade, Ricardo conquistou o título de Coeur de Lion (Coração de Leão, em francês). Com Saladino, teve um adversário à altura, combatendo e travando uma batalha tática. Apesar de inimigos e de nunca terem se encontrado pessoalmente, Saladino e Ricardo se respeitavam. Trocaram presentes e honrarias, culminando em 1192, num acordo entre os dois soberanos: os cristãos mantinham o que tinham conquistado na Palestina e obtinham o direito de peregrinação (desde que desarmados) a Jerusalém (que ficaria em mãos muçulmanas). Isso transformou São João de Acre na capital dos Estados Latinos na Terra Santa. Embora o almejo maior não tenha sido alcançado, que era a conquista da cidade santa, alguns resultados tinham sido obtidos: Saladino vira a sua carreira de vitórias iniciais entrar num certo impasse e o território de Ultramar (o nome que era dado aos reinos cruzados no oriente) sobrevivera. Com isso terminou a terceira cruzada, que, embora não tenha conseguido recuperar Jerusalém, consolidou os estados cristãos do Oriente.[carece de fontes?]
Após a trégua que combinou com Saladino, Ricardo voltou à Inglaterra sem jamais haver entrado na cidade santa. Naufragou. Foi preso pelo Duque da Áustria, cujo estandarte removera das muralhas de Acre quando da conquista desta cidade, e vendido ao imperador germânico que o libertou mediante resgate.